# آب نبات جادویی
آب نبات جادویی یک فیلم کوتاه پویانمایی ژاپنی محصول ۲۰۲۴ به کارگردانی دایسوکه نیشیو، نویسندگی باک هی نا و محصول استودیوی انیمیشن ژاپنی توئی انیمیشن است. داستان از کتاب تصویری کره‌ای آب نبات جادویی الهام گرفته شده است. ساخت این فیلم ۲۱ دقیقه‌ای چهار سال طول کشید. این فیلم برای اولین بار در جشنواره بین المللی فیلم کودکان نیویورک در سال ۲۰۲۴ به نمایش درآمد و چندین نامزدی و جوایز از جمله نامزدی جایزه بزرگ هیئت داوران در جشنواره AFI ۲۰۲۴ و نامزدی جایزه بهترین فیلم کوتاه در جشنواره فیلم لندن را دریافت کرد. در ۲۳ ژانویه ۲۰۲۵، آب نبات جادویی نامزد جایزه اسکار بهترین پویانمایی کوتاه شد، که اولین فیلم توئی انیمیشن بود که به این افتخار دست یافت.